# Phare de Landsort

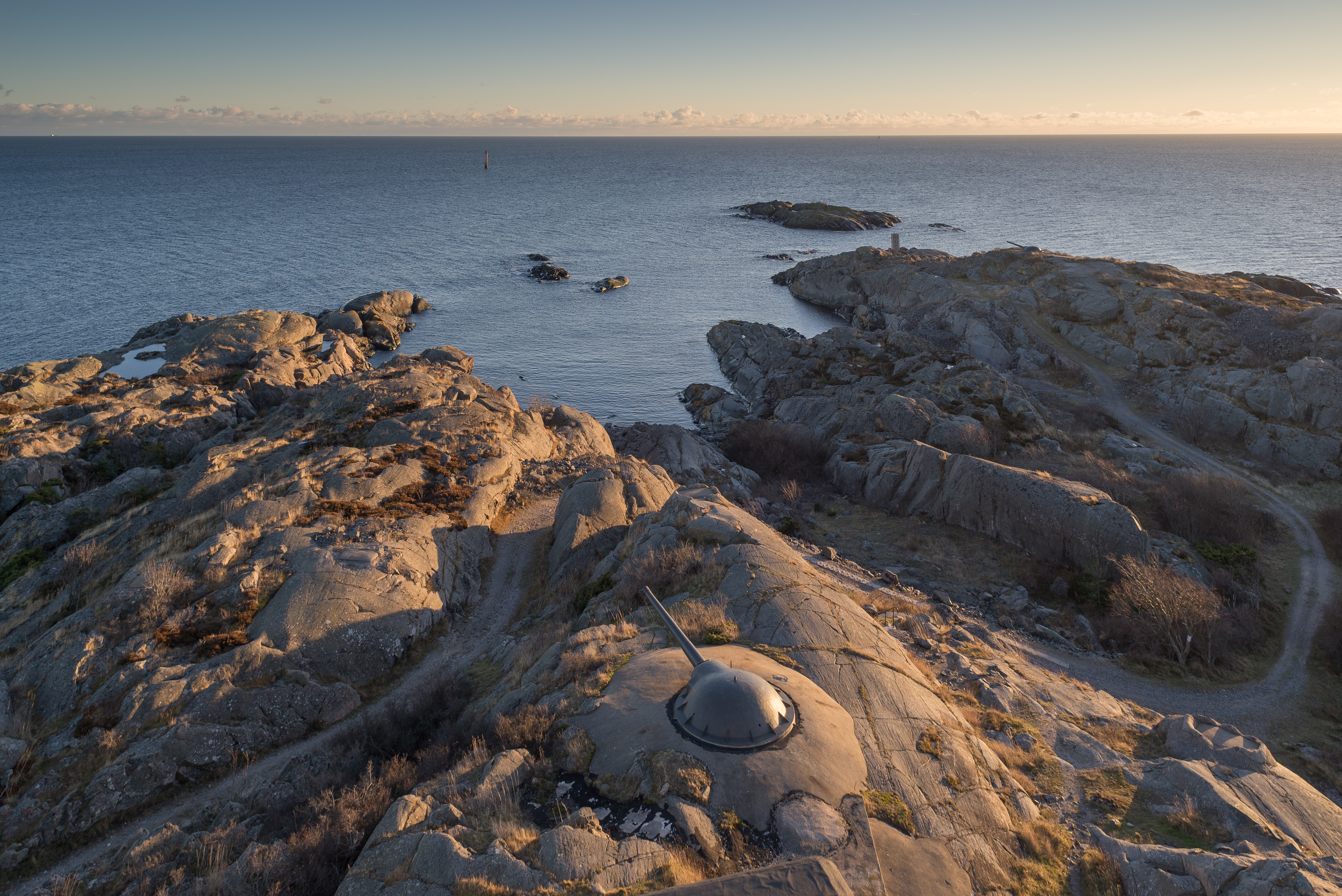
Vue vers le sud depuis le phare. Au premier plan une ancienne batterie militaire des années 1930. Décembre 2016.

Le phare de Landsort est un phare maritime situé à Landsort, petit village de l'île d'Öja, dans l'archipel de Stockholm, en Suède.
Le phare de Landsort est inscrit au répertoire des sites et monuments historiques par la Direction nationale du patrimoine de Suède .

## Histoire
Construit en 1670, il est le plus vieux phare maritime de Suède encore en usage et est inscrit au titre des monuments historiques de Suède.